# 撫順路駅
座標: 北緯31度16分59秒 東経121度30分44秒 / 北緯31.28293度 東経121.51232度
撫順路駅（ぶじゅんろえき）は中華人民共和国上海市楊浦区控江路街道、江浦路と撫順路の交差点附近にある上海軌道交通18号線の駅である。

## 駅構造
島式ホーム1面2線の地下駅で、出口は2箇所。

## 駅出口
- 1号出口 - 江浦路、撫順路
- 2号出口 - 江浦路、中山北二路

## 隣の駅
上海軌道交通
 18号線
国権路駅 - 撫順路駅 - 江浦路駅